# Sociedad Deportiva Formentera
 (novembre 2017).
Si vous disposez d'ouvrages ou d'articles de référence ou si vous connaissez des sites web de qualité traitant du thème abordé ici, merci de compléter l'article en donnant les références utiles à sa vérifiabilité et en les liant à la section « Notes et références ».
La Sociedad Deportiva Formentera est un club espagnol de football basé à Sant Francesc Xavier, principal village de la commune et île de Formentera (îles Baléares). Il a été fondé en 1971 et évolue actuellement en Tercera Federación (cinquième division espagnole).

## Histoire
Le plus grand exploit du club est réalisé le 29 novembre 2017 lorsque Formentera élimine l'Athletic Bilbao en 16e de finale de la Coupe d'Espagne (1 à 1 au match aller, puis victoire 1 à 0 au Stade de San Mamés lors du match retour, but inscrit dans les arrêts de jeu). Les équipes venant jouer à Formentera doivent réellement affronter un périple rare en Europe en allant en avion à Ibiza (souvent au moins 1 h selon le lieu de départ), en bus ou en taxi (environ 30 min) de l'aéroport au port d'Ibiza puis en bateau (1 h) à Formentera, île uniquement accessible par voie maritime .

## Anciens joueurs
- Joseba Garmendia